# 宜都市
宜都市（ぎと-し）は中華人民共和国湖北省宜昌市に位置する県級市。長江の南岸にあり、清江が合流している。かつては夷道と呼ばれた。1998年に枝城市から宜都市に改称している。

## 行政区画
- 街道:陸城街道
- 鎮:紅花套鎮、高壩洲鎮、聶家河鎮、松木坪鎮、枝城鎮、姚家店鎮、五眼泉鎮、王家畈鎮
- 民族郷:潘家湾トゥチャ族郷

## 交通
- 鉄道
  - 焦柳線（河南省焦作市 - 広西チワン族自治区柳州市）